# Felix Endrich
Felix Endrich (5 de diciembre de 1921-31 de enero de 1953) fue un deportista suizo que compitió en bobsleigh en las modalidades doble y cuádruple.
Participó en dos Juegos Olímpicos de Invierno en los años 1948 y 1952, obteniendo una medalla de oro en Sankt Moritz 1948 en la prueba doble. Ganó cinco medallas en el Campeonato Mundial de Bobsleigh entre los años 1947 y 1953.

## Palmarés internacional
| Juegos Olímpicos   | Juegos Olímpicos             | Juegos Olímpicos  | Juegos Olímpicos |
| Año                | Lugar                        | Medalla           | Prueba           |
| ------------------ | ---------------------------- | ----------------- | ---------------- |
| 1948               | Sankt Moritz (Suiza)         | Medalla de oro    | Doble            |
| Campeonato Mundial |                              |                   |                  |
| Año                | Lugar                        | Medalla           | Prueba           |
| 1947               | Sankt Moritz (Suiza)         | Medalla de oro    | Cuádruple        |
| 1947               | Sankt Moritz (Suiza)         | Medalla de plata  | Doble            |
| 1949               | Lake Placid (Estados Unidos) | Medalla de oro    | Doble            |
| 1951               | Alpe d'Huez (Francia)        | Medalla de bronce | Doble            |
| 1953               | Garmisch-Partenkirchen (RFA) | Medalla de oro    | Doble            |